# ميغانا راج
ميغانا راج هي عارضة وممثلة هندية، ولدت في 3 مايو 1990 في الهند.

## وصلات خارجية
- ميغانا راج على موقع IMDb (الإنجليزية)
- ميغانا راج على موقع قاعدة بيانات الفيلم (الإنجليزية)